# 타버린 비밀
《타버린 비밀》(Burning Secret, 버닛 싱크릿)은 영국, 서독에서 제작된 앤드류 버킨 감독의 1988년 드라마 영화이다. 슈테판 츠바이크의 단편 스토리 Brennendes Geheimnis에 기반을 둔다. 페이 더너웨이 등이 주연으로 출연하였고 노마 헤이만 등이 제작에 참여하였다.

## 출연

### 주연
- 페이 더너웨이
- 클라우스 마리아 브랜다우어

### 조연
- 데이비드 에버츠

## 기타
- 원작자: 슈테판 츠바이크
- 미술: 베른트 레펠
- 의상: 바바라 바움